# Megalomyrmex symmetochus
Megalomyrmex symmetochus es una especie de hormiga de la subfamilia Myrmicinae. Es endémica de Panamá.  
La especie Megalomyrmex symmetochus fue descubierta por William M. Wheeler a finales de julio de 1924 en la isla de Barro Colorado.

## Descripción

Cabeza de una obrera y de un macho, tórax y pedicelo de la obrera, alas anteriores de la reina.

Las obreras tienen entre 3 y 3,5 milímetros de largo, con pequeños y débiles ojos convexos, que se adaptan probablemente a la vida dentro de los cultivos de hongos oscuros donde habitan. A veces presentan ocelos muy pequeños. Las obreras son de color rojo amarillento, con las mandíbulas y algunas otras partes de color marrón.
La reina tiene casi 4 milímetros de largo. Tiene ojos más grandes que las obrera y los ocelos distintos. Fuera de eso son muy similares a las obreras. Cada ocelo tiene un margen negro internamente. Las alas son hialinas e iridiscentes de color amarillento, con las venas y el pterostigma amarillo pálido. Las membranas de las alas son distintamente pubescentes.
Los machos tienen casi 3 milímetros de largo. Tienen ojos y los ocelos muy grandes. Su cuerpo es muy similar al de las obreras pero con los lados del tórax lisos. Las alas tienen pubescencias más largas que en las reinas. Los machos son de color marrón amarillento, con antenas y patas ligeramente más pálidas. Los ojos y un punto a lo largo del borde interno de cada ocelo son negros.